# Oswald (entreprise)
Pour les articles homonymes, voir Oswald.
Oswald est une entreprise suisse d’agroalimentaire fondée en 1951 à Zurich. 
Elle vend essentiellement des épices alimentaires comme du bouillon végétal ou des épices pour la viande.